# Лептин (наварх)
Лептин (др.-греч. Λεπτίνης; погиб в 383 или 374 году до н. э. при Кронионе) — древнегреческий политический деятель и военачальник, брат тирана Сиракуз Дионисия Старшего. В качестве командующего флотом участвовал в войнах с Карфагеном, погиб в одной из битв. Потомком Лептина считается Филистида, жена царя Сиракуз Гиерона II.

## Биография
Лептин фигурирует в источниках как брат Дионисия Старшего — тирана Сиракуз, создавшего обширную территориальную державу. Соответственно отцом Лептина мог быть Гермократ (родной отец Дионисия) либо Гелор (отчим Дионисия). В первый раз Лептин упоминается в связи с событиями 397 года до н. э., когда шла война с Карфагеном: брат назначил его руководить осадой города Мотия на западе Сицилии. После взятия Мотии Дионисий поручил Лептину во главе эскадры в 120 кораблей осадить Эгесту и Энтеллу и противодействовать возможным попыткам карфагенян переправить на Сицилию новую армию. В 396 году до н. э. такая попытка действительно произошла; Лептин смог потопить 50 кораблей с пятью тысячами солдат, но основные силы армии Гимилькона II всё-таки высадились на острове, в Панорме. У Катаны произошла морская битва, в которой Лептин, действовавший, по словам Диодора Сицилийского, «отважно, но безрассудно», был наголову разгромлен.
Это поражение не лишило Лептина доверия брата: он продолжал командовать флотом совместно с Фаракидом. Карфагенян вскоре удалось разбить, и угроза для Сиракуз миновала. В 390 году до н. э. Дионисий отправил Лептина с эскадрой в Италию, на помощь луканам против местных греков. Тот добился заключения мира между враждующими сторонами, что явно противоречило интересам Дионисия, рассчитывавшего воспользоваться затянувшейся войной в своих интересах. Поэтому тиран отстранил Лептина от командования и заменил другим братом, Феаридом. Лептин уехал в добровольное изгнание в Фурии. Там он был принят с большим радушием, а позже Дионисий призвал его обратно и, чтобы скрепить примирение, женил на своей дочери Дикеосине.
В 383 или 374 году до н. э. Лептин принял участие в морской битве с карфагенянами при Кронии. Командуя левым флангом, он погиб в схватке.

## Семья
Известно, что Лептин соблазнил и увёл от мужа чужую жену, которая родила ему двух дочерей (имён в источниках нет). Одну дочь он выдал замуж за Филиста без предварительного согласования с Дионисием. Последний, узнав об этом, пришёл в ярость и Филиста изгнал, а жену Лептина приказал заковать в кандалы. Позже Дионисий сделал Лептина своим зятем, но отношения между родственниками в любом случае оставались непростыми. Тиран боялся заговоров и покушений и не доверял даже брату. Плутарх рассказывает о случае, когда Лептин, рассказывая Дионисию о какой-то местности, взял у телохранителя копьё и начал им чертить карту на земле; Дионисий «жестоко разгневался» на брата, а хозяина копья приказал казнить.
У Лептина был как минимум один сын по имени Алкет; возможно, его сыном был ещё один Лептин, тиран сицилийских городов Энгион и Аполлония. Потомки Лептина, принадлежавшие к высшей знати, жили в Сиракузах и спустя век после его смерти. Именно к этому роду (по прямой мужской линии либо через жену Филиста) возводил свою генеалогию тесть царя Гиерона II по имени Лептин.